# Клан Моррісон

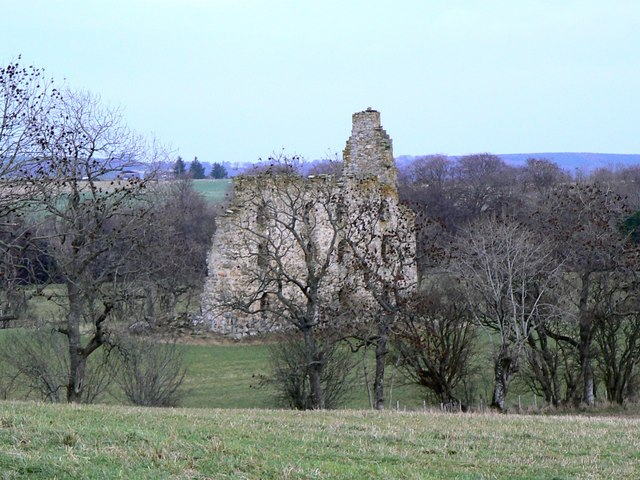
Руїни замку Богні, відомого ще як замок Конзі – резиденція вождів однієї з гілок клану Моррісон.

Клан Моррісон – (шотл. - Clan Morrison) – один з гірських шотландських кланів. Крім людей з клану Моррісон є чимало фамілій в Шотландії – як в горах так і на рівнині, які мають те саме прізвище – Моррісон або Морісон, але до цього клану не належать. У 1965 році герольди Шотландії визнали вождя клану – з того часу клан вважається повноцінним шотландським кланом. Іноді під цією назвою розуміють групу кланів різного походження з однією назвою і вважають цю групу кланів одним кланом. 

## Моррісони в середньовічній Шотландії
Прізвище Моррісон виникло як «Син Морріса». Це ім'я було дуже популярне в середні віки. Одна з ліній Моррісонів – це нащадки володарів замку Богні в Абердинширі. Є ще Моррісони з Перта та Моррісони з Ленокса. Моррісони з Богні пов’язані своїм походженням з Гебридських островів. Першим лордом Богні був Олександр, що одружився з Христиною Аркарт – віконтесою Френдраут. Нині представником цієї лінії є Олександр Гордон Моррісон Богні – XIII барон Богні. 

## Клан О’Муйрхешайн Харріс (clan Ó Muircheasáin Harris)
У середньовіччя був рід бардів - клан О’Муйрхешайн (гельск. - clan Ó Muircheasái), що оселився на острові Харріс десь близько 1600 року і поступив на службу до клану МакЛауд з Харріса та Дунвегана. У той же час до клану МакЛауд прийшов бард Мак Гілле Ріабайх (гельск. - Mac Gille Riabhaich). Обидва бардівських клани вели своє походження з Ірландії – зі земель О’Нейлів (О’Нілів). Ці бардівські клани були відомі також на острові Малл з 1512 року під покровительством клану МакЛін з Дуарта. Зберігся вірш складений бардами з цього клану у 1626 році. Приблизно в той же час назва клану О’Муйрхешайн була змінена на англійський лад як Моррісон. Є різні версії походження назви цього клану в Ірландії. Є версія, що назва походить від ірландського слова muir – муйр – море. Але це ж слово означає «обітниця», «табу», «заборона». 

## Клан Мак Гілле Мойре Льюїс (clan Mac Gille Mhoire Lewis)
Клан Мак Гілле Мойре з острова Льюїс (гельск. - clan Mac Gille Mhoire) отримав свою назву від фрази, що перекладається «сини слуг святої Марії». Пізніше ця гельска назва була змінена на англійський лад як Моррісон. Вождями клану стали Моррісони з Габоста та Барвоса, що перетворили цю посаду на спадкову. Цей клан також був відомий як клан-на Брейхем (гельск. - Clann-na Breitheamh). Відомо, що ці вожді обіймали свою посаду ще до 1613 року, але потім важко було простежити родовід вождів – свідоцтва не збереглися. Раніше назва Морісон писалася з одним «р», але після 1800 року стали писати Моррісон – з двома «р». Клан був чисельним на острові Льюїс і становив 1/15 частину населення острова. 